# 21 Ángeles (estación)
La estación sencilla 21 Ángeles, hace parte del sistema de transporte masivo de Bogotá llamado TransMilenio inaugurado en el año 2000.

## Ubicación
La estación está ubicada en el noroccidente de la ciudad, más específicamente en la Avenida Suba entre carreras 84 y 84B. Se accede a ella a través de un puente peatonal ubicado unos metros al occidente de la Carrera 83.
Atiende la demanda de los barrios Altos de Chozica, Suba Urbano y sus alrededores.
En las cercanías están el Instituto de Rehabilitación de Suba (manejado por el Hospital Universitario Clínica San Rafael), el Cementerio de Suba y el Alto de la Virgen (punto más alto de la Avenida Suba).

## Origen del nombre
La estación recibe su nombre a raíz del accidente ocurrido el 28 de abril de 2004, cuando se desarrollaban las obras de construcción de la Fase II del sistema Transmilenio. Haciendo honor al número de víctimas del accidente, se le dio el nombre de «21 Ángeles». Originalmente la estación iba a recibir el nombre de «Los Pinos». Es, junto con «Bicentenario», una de las dos únicas estaciones del sistema Transmilenio cuyo nombre no hace referencia a un sitio, dirección o punto geográfico cercano.

## Historia
El 29 de abril de 2006 fue inaugurada la troncal de la Avenida Suba, que hace parte de la fase II del sistema TransMilenio.

## Servicios de la estación

### Servicios troncales
| Tipo                                             | Rutas al Norte | Rutas al Noroccidente | Rutas al Sur |
| ------------------------------------------------ | -------------- | --------------------- | ------------ |
| Ruta fácil                                       |                | 7                     | 7            |
| Expresos todos los días todo el día              |                | C25                   | L25          |
| Expresos lunes a sábado todo el día              |                | C19                   | F19          |
| Expresos lunes a viernes horas pico de la mañana | B50            |                       |              |
| Expresos lunes a viernes horas pico de la tarde  |                | C50                   |              |

### Servicios duales
| Tipo                             | Rutas al Norte | Rutas al Oriente |
| -------------------------------- | -------------- | ---------------- |
| Dual lunes a domingo todo el día | C84            | M84              |

### Esquema
| ← Norte |         |            |
| C19C25  | 7C50C84 | Carrera 83 |
| Vagón 2 | Vagón 1 | Puente     |
| F19L25  | 7B50M84 | Calle 137  |
| Sur →   |         |            |

### Servicios urbanos
Así mismo funcionan las siguientes rutas urbanas del SITP en los costados externos a la estación, circulando por los carriles de tráfico mixto sobre la Avenida Suba, con posibilidad de trasbordo usando la tarjeta TuLlave:
| Código | Sector                | Dirección        | Rutas                                                     |
| ------ | --------------------- | ---------------- | --------------------------------------------------------- |
| 181A03 | C Estación 21 Ángeles | Av. Suba - KR 83 | C109C116C117C118C124C138C144C146C156 599 E17 E43 T13 T795 |
| 207A03 | C Estación 21 Ángeles | Av. Suba - TV 84 | A117A124B109B118B138B145C146G156H116 599 E17 E43 T13 T795 |

## Ubicación geográfica
| Noroeste: Suba        | Norte: Suba                               | Nordeste: Suba    |
| Oeste: C Suba - Tv.91 |                                           | Este: C Gratamira |
| Suroeste: Suba        | Sur: D Avenida Cali D Granja – Carrera 77 | Sureste: Suba     |